# Haukanniemi
Haukanniemi är en udde i Finland.   Den ligger i landskapet Mellersta Finland, i den södra delen av landet, 240 km norr om huvudstaden Helsingfors. Haukanniemi ligger vid sjön Tuomiojärvi.
Terrängen inåt land är huvudsakligen platt. Runt Haukanniemi är det tätbefolkat, med 709 invånare per kvadratkilometer. Närmaste större samhälle är Jyväskylä, 1,9 km söder om Haukanniemi. I omgivningarna runt Haukanniemi växer i huvudsak barrskog.